# 殺人喜劇の13人
『殺人喜劇の13人』（さつじんきげきの13にん）は、芦辺拓による日本の推理小説。
第1回鮎川哲也賞を受賞した、作者のデビュー作。

## あらすじ
ミニコミ誌サークル「オンザロック」の会員たちが利用している共同下宿・泥濘（ぬかるみ）荘で会員の一人が縊死体で発見される。それを皮切りに止まることを知らないかのように連続殺人が繰り広げられていく。会員でもある探偵作家を目指す十沼も知恵を絞って推理を展開していくが……。友人たちを助けるため、素人探偵・森江春策が立ち上がる。

## 登場人物
十沼 京一（とぬま きょういち）
D**大学ミニコミ誌サークル「オンザロック」の会員。本作の前半部分の語り手。かつてあった雑誌『幻影城』の愛読者で推理小説に造詣が深く、自身も探偵作家を目指して小説を書いている。
森江 春策（もりえ しゅんさく）
「オンザロック」誌の客員執筆者。ずんぐりした体躯のボサボサ頭。大学入学以来、十沼の小説の愛読者であるが、十沼が考え出したトリックをことごとく見破っている。
水松 みさと（みずまつ みさと）
「オンザロック」の会員。清純派アイドルのように可愛い。
錆田 敏郎（さびた としろう）
「オンザロック」の会員。バサバサ髪に薄あばたのカボチャ面。少女漫画愛好家。泥濘荘の望楼部分で首吊り遺体で見つかる。
加宮 朋正（かみや ともまさ）
D**大学法学部3年生。みさとの恋人。宮崎県都城市出身。帰省のために乗っていたブルートレイン《彗星3号》の車内で刺殺体で発見される。
瀬部 順平（せべ じゅんぺい）
「オンザロック」の会員。仕送りとバイト代の大半を映画のフィルムにつぎ込んでしまう映画マニア。泥濘荘の一室で一人で映画を見ている時に喉を切られ死亡する。
小藤田 久雄（ことうだ ひさお）
「オンザロック」の会員。自室で枕に仕込まれた毒針で死亡する。
堂埜 仁志（どうの ひとし）
「オンザロック」の会長。温厚な性格。元ワンダーフォーゲル部員。
海淵 武範（かいぶち たけのり）
「オンザロック」の会員。全国紙の編集局で編集補助員のバイトをしている。窓に頭を突っ込んで死亡する。
蟻川 曜司（ありかわ ようじ）
「オンザロック」の会員。毒舌で皮肉屋。
野木 勇（のぎ いさむ）
「オンザロック」の会員。
須藤 郁哉（すどう いくや）
「オンザロック」の会員。毒物によって中毒死する。
堀場 省子（ほりば しょうこ）
「オンザロック」の会員。十沼の恋人。十沼の小説の挿画を描いてくれる。
日疋 佳景（ひびき よしかげ）
「オンザロック」の会員。会員の中で唯一泥濘荘に住んでいない。
乾 美樹（いぬい みき）
「オンザロック」の会員。かたせ梨乃と見紛うようなナイスバディ。

## 鮎川哲也賞選評
全71編の応募の中から予備選考を経て、5編が予選を通過した。鮎川哲也、紀田順一郎、中島河太郎の3名が選考委員を務め、最終選考が行われ、「殺人喜劇の13人」が受賞作に、二階堂黎人の「吸血の家」が佳作に選ばれた。
選評では、中島は「溌剌とした文体が小気味よく、面白さでは群を抜いていた」、紀田は「アリバイ作りと展開の意外性に特色があるが、動機と犯人の設定については検討の必要がある。会話の読みにくいことが欠点だが、遊戯精神の発露で他作品を頭一つリードしている」、鮎川は「新人らしからぬしっかりした文章とどっしりした構成は、文句のつけようのない力作であり秀作であり、作者の心のゆとりさえ感じさせる。」と述べている。